# Transjön (Gullabo socken, Småland)
Transjön är en sjö i Torsås kommun i Småland och ingår i Bruatorpsåns huvudavrinningsområde. Sjön är 2,6 meter djup, har en yta på 0,218 kvadratkilometer och befinner sig 104,1 meter över havet. Sjön avvattnas av vattendraget Trankvillsån. Vid provfiske har abborre och gädda fångats i sjön.

## Delavrinningsområde
Transjön ingår i det delavrinningsområde (625827-150267) som SMHI kallar för Ovan Bultbäcken. Medelhöjden är 100 meter över havet och ytan är 39,44 kvadratkilometer. Det finns inga avrinningsområden uppströms utan avrinningsområdet är högsta punkten. Trankvillsån som avvattnar avrinningsområdet har biflödesordning 2, vilket innebär att vattnet flödar genom totalt 2 vattendrag innan det når havet efter 26 kilometer. Avrinningsområdet består mestadels av skog (74 %) och öppen mark (11 %). Avrinningsområdet har 0,22 kvadratkilometer vattenytor vilket ger det en sjöprocent på 0,6 %. Bebyggelsen i området täcker en yta av 0,2 kvadratkilometer eller 1 % av avrinningsområdet.